# Норт Лејквил (Масачусетс)
Норт Лејквил (енгл. North Lakeville) насељено је место без административног статуса у америчкој савезној држави Масачусетс.

## Демографија
По попису из 2010. године број становника је 2.630, што је 397 (17,8%) становника више него 2000. године.
| Група             | 2000.         | 2010.         |
| Белци             | 2.141 (95,9%) | 2.520 (95,8%) |
| Афроамериканци    | 5 (0,2%)      | 28 (1,1%)     |
| Азијати           | 24 (1,1%)     | 17 (0,6%)     |
| Хиспаноамериканци | 23 (1,0%)     | 20 (0,8%)     |
| Укупно            | 2.233         | 2.630         |